# Annikki Tähti

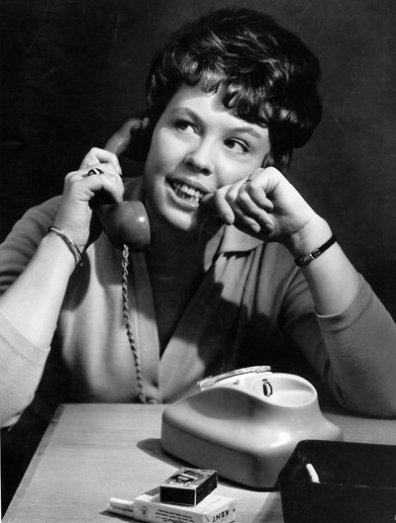
Annikki Tähti 1959.

Airi Annikki Tähti (mellan 1959 och 1978 Tähti-Tiensuu), född 5 december 1929 i arbetarstadsdelen Berghäll i Helsingfors, död 19 juni 2017  i Vanda, var en finsk schlagersångerska med bred repertoar. Hon hade stor framgång med såväl swing, latinamerikanska rythmer, som med vals och tango. Hennes genombrott skedde 1954 med Muistatko Monrepos’n, Finlands första guldskiva, som handlar om minnet av det Karelen som gick förlorat i Vinterkriget. Monrepos är en engelsk park vid inloppet till Viborgska viken. Samma år sjöng hon också in Pieni sydän ("Det lilla hjärtat"). Nästan 50 år senare sjöng hon båda sångerna i Aki Kaurismäkis film Mannen utan minne (2002).
Annikki Tähti var gift 1959–1978 med orkesterledaren Pentti Tiensuu, till vars orkester hon sjöng 1957–1967. Tillsammans har de sonen Jukka Tiensuu, född 1960.